# Cornouillet
Le cornouillet est un accessoire de cyclisme.
C'est un cylindre de bois de cornouiller, taillé et emmanché en force dans le pivot de la fourche d'un vélo. Cet accessoire empêchait, en cas de rupture du pivot, que la roue avant ne parte, évitant ainsi au cycliste de chuter avec souvent de lourdes conséquences corporelles.